# 24 Pułk Piechoty (brytyjski)
24 pułk piechoty – 24th Regiment of Foot został utworzony w 1689 roku, jako Sir Edward Dering's Regiment of Foot, potem zmieniał nazwy kiedy zmieniał dowódcę. Od  1751 roku – 24 pułk piechoty; 24th Regiment of Foot Od  1782 roku znany jako  Warwickshire Regiment of Foot.
W czasie wojny o ucho Jenkinsa pułk  uczestniczył w walkach na karaibach i wyprawie na Kartagenę.
W 1758 roku pułk brał udział w ataku na francuskie wybrzeże i przegranej bitwie pod Saint Cast.
W 1776 pułk wysłano do Kanady i potem walczył on przeciw kolonistom amerykańskim. Pułk 24 stanowił część pięciotysięcznego oddziału brytyjsko-heskiego z gen. Johnem Burgoyne na czele, który poddał się Amerykanom pod Saratogą i do 1783 roku przebywał w niewoli.
W XIX wieku bataliony pułku walczyły z Zulusami.

Piechur 24 regimentu piechoty (1742)